# جورجیو دلاژیووانا
جورجیو دلاژیووانا (انگلیسی: Giorgio Dellagiovanna; ۱۰ ژوئیهٔ ۱۹۴۱ – ۱۷ اکتبر ۲۰۱۳) بازیکن فوتبال اهل ایتالیا بود.
از باشگاه‌هایی که در آن بازی کرده‌است می‌توان به باشگاه فوتبال اینتر میلان، باشگاه فوتبال برشا، و باشگاه فوتبال وارزه اشاره کرد.